# Emiliano Sala
Emiliano Raúl Sala Taffarel (n. 31 octombrie 1990, Cululú⁠(d), Provincia Santa Fe, Argentina – d. 21 ianuarie 2019, Canalul Mânecii) a fost un fotbalist profesionist argentinian care evolua pe post de atacant. 
Sala și-a inceput cariera profesională în Franța cu Bordeaux și a debutat în februarie 2012. După ce a încercat să intre în prima echipă, el a fost împrumutat în Championnat National clubului Orléans și în Ligue 2 în sezonul 2013-2014 clubului Niort. Sala a marcat 39 goluri pentru ambele cluburi, înainte de a se întoarce la Bordeaux. După ce i sa promis inițial un rol mai mare după împrumuturile sale reușite, Sala a căzut din nou în favoarea sa și, în schimb, s-a alăturat echipei  Caen în Ligue 1 sub formă de împrumut.
În 2015, a semnat cu FC Nantes. Cu acest club, el a făcut peste 100 de apariții în Ligue 1 și a reușit să înregistreze o reușită de goluri, transferându-se mai apoi în 2019 la clubul englez Cardiff City, pentru o sumă record a acestui club de €18 milioane de euro.
Sala a murit într-un accident de avion pe insula Alderney, în data de 21 ianuarie 2019. El zbura de la Nantes la Cardiff la bordul unei aeronave Piper Malibu. Poliția Guernsey a căutat inițial trei zile peste 4 400 km2 peste Canalul Mânecii, înainte de a opri căutarea, după ce a considerat că probabilitatea ca ocupanții aeronavei să supraviețuiască incidentului să fie extrem de minimă. Pe 7 februarie, două căutări private au fost lansate, în care au fost găsite resturile aeronavei și corpul lui Sala.

## Tinerețea
Sala s-a născut în orașul Cululú, provincia Santa Fe, Argentina. Tatăl său a lucrat ca șofer de camion, familia s-a mutat mai târziu în Progreso. El deține un pașaport italian. Are un frate, Dario, și o soră, Romina. În timp ce creștea, Sala studia imagini ale favoritului său fotbalist argentinian, Gabriel Batistuta.

## Cariera profesională

### Începutul carierei
Sala a început să joace fotbal pentru San Martín de Progreso, unde a rămas până la vârsta de 15 ani. Apoi, s-a mutat la San Francisco, Córdoba, pentru a juca la școala de fotbal Proyecto Crecer după ce a fost văzut de un observator. Clubul a fost direct afiliat cu clubul spaniol RCD Mallorca și partea franceză FC Girondins de Bordeaux, care a cercetat jucătorii locali din zonă. După ce s-a alăturat clubului, s-a mutat într-o pensiune cu alți jucători din sistemul de tineret al clubului.
În 2009, în timp ce locuia în Granada, Spania, a fost recomandat echipei portugheze de district FC Crato de către un fotbalist argentinian care a jucat acolo și s-a alăturat echipei portugheze. Sala a jucat un meci oficial pentru Crato, marcând de două ori, dar brusc a decis să părăsească clubul și să se întoarcă în Argentina susținând că prietena lui era "în necaz" în patria sa.

### Bordeaux
La vârsta de 20 de ani, în sezonul 2010-11, Sala s-a mutat în Europa pentru a semna cu Bordeaux, clubul partener francez de la Proyecto Crecer. 
După ce a ajuns în Franța, Sala a trăit pentru scurt timp cu antrenorul de tineret al clubului Marcelo Vada și fiul său, coechipierul lui Sala, Valentín Vada, care se afla în aceeași regiune a Argentinei.
După ce a progresat în echipa de rezervă a clubului, Sala a fost frustrat de lipsa timpului de joc în prima echipă, iar agentul său l-a oferit mai multor cluburi italiene, inclusiv Sorrento, dar acest lucru a fost respins de fiecare dată. Pe 8 februarie 2012, Sala și-a făcut debutul profesionist senior pentru Bordeaux în Cupa Franței runda a 16, înfrângerea cu 3-1 împotriva Olympique Lyonnais FC, fiind înlocuit în minutul 105 cu Jussiê.
Nemaifiind să se stabilească în prima echipă, Bordeaux dorea să-l împrumute pe Sala pentru a câștiga experiență și era de așteptat să semneze pentru o echipă din Spania, dar agentul său respinse această propunere, dorind să rămână în Franța. În schimb, s-a alăturat echipei naționale de campionat US Orléans, după ce a fost văzut de managerul Oliver Frapolli cu un an în urmă. Frapolli l-a descris pe Sala ca "cel mai bun jucător din echipă, fără îndoiala". Sala a marcat 19 goluri pentru club în 37 de aparitii. El a ajutat clubul la locul opt în campionatul național.
Pe 2 iulie 2013, Sala a fost de acord cu acordul de a participa în Ligue 2 pentru clubul Chamois Niortais pentru întreg sezonul 2013-14. El a marcat unsprezece goluri în ultimele sale douăsprezece apariții, inclusiv marcând primul său hat-trick de carieră într-o victorie de 4-2 pe Stade Lavallois.
La începutul sezonului 2014-15, Sala a fost adus în prima echipă de echipă la Bordeaux de către managerul Willy Sagnol, înscriindu-și primul gol principal pentru club după ce a transformat un penalty în fața unei înfrângeri cu 4-1 cu Monaco. Cu toate acestea, s-a dovedit a fi singurul său gol în unsprezece apariții și a fost împrumutat clubului SM Caen, un alt club din Ligue 1, pentru a doua jumătate a sezonului 2014-15 ca înlocuitor al lui Mathieu Duhamel. Caen încercase anterior să-l semneze pe Sala la începutul sezonului, dar a fost respins de Bordeaux. El a debutat pentru Caen la 1 februarie 2015, cu o victorie de 1-0 asupra lui Saint-Étienne. El a marcat primul gol pentru club în a treia apariție, în timpul unei remize de 2-2 cu Paris Saint-Germain. Emiliano a marcat cinci goluri pentru Caen în timpul perioadei de împrumut înainte de a se întoarce la Bordeaux.

### Nantes
Pe 20 iulie 2015, Sala s-a alăturat clubului Nantes din Ligue 1, cu un contract pe cinci ani. Nantes achitând o taxă de transfer raportată de Bordeaux de 1 milion de euro. El și-a făcut debutul pentru Nantes în ziua de deschidere a sezonului 2015-16, în timpul unei victorii cu 1-0 asupra lui Guingamp. În ianuarie 2016, Nantes a respins o ofertă de 3 milioane de lire sterline de la Wolverhampton Wanderers pentru Sala. În primul său sezon a terminat anul ca cel mai bun marcator al clubului.
La începutul sezonului 2018-19, Sala a căzut în favoarea noului manager Miguel Cardoso, care l-a preferat pe Kalifa Coulibaly ca fiind primul atacant al clubului. Echipa turcă Galatasaray a făcut o ofertă târzie pentru a semna Sala în ultima zi a ferestrei de transfer de vară, însă această propunere s-a prăbușit mai târziu. Vahid Halilhodžić a fost numit noul manager al clubului, iar in primul sau meci, pe 20 octombrie 2018, Sala a înscris un hat-trick într-o victorie de 4-0 acasă asupra celor de la Toulouse.

### Cardiff City
Pe 19 ianuarie 2019, Sala a semnat cu Cardiff City (Premier League), pe o perioadă de trei ani și jumătate, pentru o taxă de transfer record pentru Cardiff, raportată la 15 milioane de lire sterline. Transferul a bătut recordul anterior al clubului de 11 milioane de lire plătit pentru Gary Medel în 2013. Sala a respins o ofertă târzie de la un club din Super League din China pentru a se alătura lui Cardiff, în ciuda faptului că a oferise o taxă de transfer mai mare și salariu, Sala dorea foarte mult să joace în Premier League.

## Moartea
După ce a trecut punctul medical la Cardiff, Sala s-a întors la Nantes în dimineața zilei de 19 ianuarie într-un avion organizat de agentul de fotbal Mark McKay. Intenția lui era să se întoarcă la Cardiff pe 21 ianuarie pentru a participa la prima sa sesiune de antrenament cu noul său club în dimineața următoare.
Pe 22 ianuarie, a fost raportată o "îngrijorare reală" că Sala a fost la bordul unei aeronave care lipsea de pe radar, un Piper Malibu, care zbura de la Nantes la Cardiff. Aeronava, la fel cum călătorise la Nantes cu două zile în urmă, dispăruse din Alderney pe 21 ianuarie. S-a confirmat mai târziu în aceeași zi că în aeronavă se afla un pasager împreună cu pilotul de 59 de ani, David Ibbotson. Pe 23 ianuarie 2019, Channel Islands Air Search a spus că nu există "nici o speranță" de a găsi supraviețuitori în apă.
Un mesaj audio trimis de Sala prietenilor săi prin intermediul aplicației WhatsApp din avion, a fost lansat de către de presa argentiniană Olé, în care poate fi auzit spunându-le:
"Bună, frații mei, ce mai faceți? Sunt obosit. Am fost aici în Nantes, având grijă de lucruri, lucruri, lucruri, lucruri, lucruri, lucruri, care nu se mai opresc niciodată, nu se opresc niciodată, nu se opresc niciodată. Oricum, băieți, mă aflu în avion care se simte ca și cum ar fi căzut în bucăți și mă duc la Cardiff. Este o nebunie, începem mâine!!! Antrenament după-amiază, cu băieții din noua mea echipă ... Să vedem ce se va întâmpla. Deci, la voi totul e bine? Dacă într-o oră și jumătate nu aveți nici o veste de la mine, nu știu dacă vor trimite pe cineva să mă caute pentru că nu o să mă găsească, dar veți ști ... Tată, sunt speriat!"
Pe 24 ianuarie 2019, la ora 15:15, după o căutare foarte amplă și extinsă, care cuprindea 80 de ore de căutări combinate realizate de trei avioane, cinci elicoptere și două bărci de salvare, poliția din Guernsey a anunțat că a anulat căutarea avionului sau a supraviețuitorilor. Decizia a condus la apeluri la nivel mondial pentru continuarea de a căsta, să fie condusă de alți fotbaliști, inclusiv de alți jucători argentinieni precum: Lionel Messi, Gonzalo Higuaín, Sergio Agüero și fostul jucător Diego Maradona, iar președintele argentinian, Mauricio Macri, și-a exprimat intenția de a emite o cerere oficială către britanici și francezi pentru a relua căutarea. O petiție online a atras, de asemenea, peste 65.000 de semnături, iar familia lui Sala și-a anunțat ulterior intenția de a finanța o căutare privată.
Pe 3 februarie, a fost anunțat faptul că a început o altă căutare a aeronavei, folosind nava AAI Geo Ocean III și o navă cu finanțare privată. Căutarea planificată, care a durat trei zile, a acoperit o suprafață de 4 km pătrați, aproximativ 24 de mile marine (44 km) la nord de Guernsey. La ora 21:11, la șase ore după ce noua căutare a început, s-a raportat că pe fundul mării s-au descoperit resturile aeronavei. Aceasta se afla la o adâncime de aproximativ 63 de metri și exista posibilitatea ca corpul lui Sala și al pilotului David Ibbotson să fie încă la bord. Pe 4 februarie, anchetatorii au declarat că în interiorul epavei a fost vizibil un ocupant.
Pe 7 februarie, s-a anunțat că un corp a fost recuperat din epavă. Mai târziu în acea zi, corpul a fost identificat oficial ca fiind al lui Sala, de către poliția din Dorset. Pe 11 februarie, rezultatele autopsiei au arătat că Sala a murit din cauza rănilor la cap și torace. Înmormântarea lui Sala a avut loc în orașul său natal, Progreso, pe 16 februarie 2019.

## Stilul de joc
Sala a declarat că își modelează stilul după idolul său, fostul internațional argentinian Gabriel Batistuta. BBC Sport l-a comparat pe Sala cu Jamie Vardy, descriindu-l ca fiind "un jucător care îi plac spațiile largi și făcând parte dintr-o echipă care are un puternic stil de contra-atac". Un atacant mare și puternic recunoscut pentru capacitatea sa de a ține mingea și a fost descris ca având un "ritm rezonabil" , el a atras de asemenea laude în mass-media pentru munca sa, tenacitate și capacitatea de finisare.

## Statistici de carieră

### Club
| Club          | Sezon         | Ligă    | Ligă   | Cupă    | Cupă   | Internațional | Internațional | Total    | Total  |
| Club          | Sezon         | Meciuri | Goluri | Meciuri | Goluri | Apariții      | Goluri        | Apariții | Goluri |
| ------------- | ------------- | ------- | ------ | ------- | ------ | ------------- | ------------- | -------- | ------ |
| Orléans       | 2012–13       | 37      | 19     | 0       | 0      | 0             | 0             | 37       | 19     |
| Niort         | 2013–14       | 37      | 18     | 3       | 2      | 0             | 0             | 40       | 20     |
| Bordeaux      | 2014–15       | 11      | 1      | 1       | 0      | 0             | 0             | 12       | 1      |
| Caen          | 2014–15       | 13      | 5      | 0       | 0      | 0             | 0             | 13       | 5      |
| Nantes        | 2015–16       | 31      | 6      | 4       | 0      | 0             | 0             | 35       | 6      |
| Nantes        | 2016–17       | 34      | 12     | 5       | 3      | 0             | 0             | 39       | 15     |
| Nantes        | 2017–18       | 36      | 12     | 2       | 2      | 0             | 0             | 38       | 14     |
| Nantes        | 2018–19       | 16      | 12     | 2       | 1      | 0             | 0             | 18       | 13     |
| Total         | Total         | 117     | 42     | 13      | 6      | 0             | 0             | 130      | 48     |
| Cardiff City  | 2018–19       | 0       | 0      | 0       | 0      | 0             | 0             | 0        | 0      |
| Total carieră | Total carieră | 215     | 85     | 17      | 8      | 0             | 0             | 232      | 93     |